# Korfbal League 2015/16
De Korfbal League seizoen 2015/16 is de 11e editie van de Korfbal League.
De Korfbal League is de hoogste competitie in het Nederlandse zaalkorfbal. In de competitie zitten 10 korfbalverenigingen, die alle een thuis- en een uitwedstrijd spelen tegen elkaar. Aan het einde van de competitie strijden de nummers 1 t/m 4 volgens het play-offsysteem om een plaats in de zaalfinale. Deze finale is de wedstrijd om het algemeen korfbalkampioenschap van Nederland. De ploeg die als laatst eindigt in de Korfbal League degradeert direct naar de Hoofdklasse, de ploeg die als voorlaatst eindigt speelt een promotie/degradatieduel tegen een ploeg uit de Hoofdklasse.

## Teams
In dit seizoen zullen 10 teams deelnemen aan het hoofdtoernooi in de Korfbal League. Vervolgens zullen 4 teams strijden om een finale plek in Ahoy, in de play-offrondes. Daarnaast maken de nummers 1 en 2 van de Hoofdklasse A en B kans om volgend jaar in de Korfbal League te spelen.
| Club                    | Plaats           | Coach                            |
| ----------------------- | ---------------- | -------------------------------- |
| AKC Blauw-Wit           | Amsterdam        | Barry Schep & Rini van der Laan  |
| DOS'46                  | Nijeveen         | Daniël Hulzebosch & Haralt Lucas |
| DVO/Accountor           | Bennekom         | Gerald Aukes & Michiel Gerritsen |
| Fortuna/Delta Logistiek | Delft            | Ard Korporaal & Joost Preuninger |
| Dalto                   | Driebergen       | Jorrit Bergsma & Ben Verbree     |
| AW.DTV                  | Amsterdam        | Floris Stam                      |
| LDODK/AH Gorredijk      | Gorredijk        | Erik Wolsink                     |
| KZ/Hiltex               | Koog aan de Zaan | Chris Kaper                      |
| PKC/SWKGroep            | Papendrecht      | Ben Crum & Edward Jonkman        |
| TOP/Quoratio            | Sassenheim       | Jan Niebeek & Patrick den Hartog |

## Transfers in het off-season
| Speler          | van   | naar |
| --------------- | ----- | ---- |
| Barbara Brouwer | Dalto | TOP  |

## Seizoen
In de Korfbal League speelt elk team 18 wedstrijden, waarbij er thuis 9 worden gespeeld en 9 uitwedstrijden worden gespeeld.
De nummers 1, 2, 3 en nummer 4 zullen zich plaatsen voor de play-offs, voor een "best of 3". De winnaars tussen de teams zullen zich plaatsen voor de finale in Ahoy, waar ook de A Junioren Finale wordt gespeeld. Echter degradeert de nummer 10 meteen naar de Hoofdklasse. De nummer 9 zal het opnemen tegen de verliezend finalist van de promotie playoffs.
| pos | club                    | gs | w  | g | v  | pnt | dv  | dt  | dt  |
| --- | ----------------------- | -- | -- | - | -- | --- | --- | --- | --- |
| 1.  | PKC/SWKGroep            | 18 | 16 | 2 | 0  | 34  | 556 | 384 | 172 |
| 2.  | TOP/Quoratio            | 18 | 15 | 0 | 3  | 30  | 508 | 420 | 88  |
| 3.  | AKC Blauw-Wit           | 18 | 10 | 2 | 6  | 22  | 504 | 453 | 51  |
| 4.  | KZ/Hiltex               | 18 | 9  | 0 | 9  | 18  | 467 | 453 | 14  |
| 5.  | Fortuna/Delta Logistiek | 18 | 8  | 2 | 8  | 18  | 426 | 445 | −19 |
| 6.  | LDODK/AH Gorredijk      | 18 | 7  | 0 | 11 | 14  | 422 | 454 | −32 |
| 7.  | DOS'46                  | 18 | 6  | 1 | 11 | 13  | 409 | 441 | −32 |
| 8.  | DVO/Accountor           | 18 | 6  | 0 | 12 | 12  | 431 | 499 | −68 |
| 9.  | AW.DTV                  | 18 | 5  | 2 | 11 | 12  | 430 | 517 | −87 |
| 10. | Dalto/BNApp.nl          | 18 | 3  | 1 | 14 | 7   | 413 | 500 | −83 |

## Play-offs en Finale
|  | Halve finale | Halve finale  | Halve finale | Halve finale | Halve finale |    |              | Finale           | Finale           | Finale           | Finale           | Finale           |
|  |              |               |              |              |              |    |              |                  |                  |                  |                  |                  |
|  | 1            | PKC/SWKgroep  | 22           | 32           |              |    |              |                  |                  |                  |                  |                  |
|  | 4            | KZ/Hiltex     | 18           | 31           |              |    |              |                  |                  |                  |                  |                  |
|  | 4            | KZ/Hiltex     | 18           | 31           |              | 1  | PKC/SWKgroep | 22               |                  |                  |                  |                  |
|  |              |               |              |              |              | 1  | PKC/SWKgroep | 22               |                  |                  |                  |                  |
|  |              | 2             | TOP/Quoratio | 24           |              |    |              |                  |                  |                  |                  |                  |
|  | 2            | 2             | TOP/Quoratio | 24           | TOP/Quoratio | 26 | 30           | 31               |                  |                  |                  |                  |
|  | 2            |               |              |              | TOP/Quoratio | 26 | 30           | 31               |                  |                  |                  |                  |
|  | 3            | AKC Blauw-Wit | 27           | 25           | 25           |    |              | Bronzen medaille | Bronzen medaille | Bronzen medaille | Bronzen medaille | Bronzen medaille |
|  |              |               |              |              |              |    | 3            | AKC Blauw-Wit    | 23               |                  |                  |                  |
|  |              |               |              |              |              |    |              | 4                | KZ/Hiltex        | 19               |                  |                  |

| Korfbal League Kampioen van Nederland 2016 |
| ------------------------------------------ |
| TOP/Quoratio Derde titel                   |

## Promotie
Directe promotie naar de Korfbal League vindt plaats in de playoff serie tussen de kampioen van Hoofdklasse A en B.
Dit is een best-of-3 serie
| Hoofdklasse Finale |         |    |
|                    |         |    |
| H1                 | DSC     | 21 |
| H2                 | TOP (A) | 13 |

DSC promoveert hierdoor direct naar de Korfbal League 2018/19

## Promotie/Degradatie
De nummer 9 van de Korfbal League speelt na de Hoofdklasse Finale een best-of-3 serie play-down tegen de verliezend Hoofdklasse finalist.
De winnaar van deze serie zal acteren in Korfbal League 2016/17
| Ontknoping |         |    |    |  |
|            |         |    |    |  |
| 9          | AW.DTV  | 24 | 32 |  |
| H2         | TOP (A) | 21 | 29 |  |

Hierdoor blijft AW.DTV actief in de Korfbal League en degradeert niet.

## Prijzen
In dit seizoen zijn dit de prijswinnaars:
| Award                    | Winnaar                         | Club                    |
| ------------------------ | ------------------------------- | ----------------------- |
| Beste Speler             | Richard Kunst                   | PKC                     |
| Beste Speelster          | Ilona van den Berg              | AW.DTV                  |
| Beste coach              | Barry Schep & Rini van der Laan | AKC Blauw-Wit           |
| ERIMA beste arbitrage    | Marcel Luttik & Joeri Kok       |                         |
| Beste Speler onder 21    | Daan Preuninger                 | Fortuna/Delta Logistiek |
| Beste Speelster onder 21 | Fleur Hoek                      | DVO/Accountor           |
| Doelpunt van het Jaar    | Danny den Dunnen                | PKC                     |

## Topscoorders
| Categorie              | Winnaar            | Club   | Gescoord aantal goals |
| ---------------------- | ------------------ | ------ | --------------------- |
| Topscoorder mannelijk  | André Zwart        | LDODK  | 122                   |
| Topscoorder vrouwelijk | Ilona van den Berg | AW.DTV | 84                    |